# Гопке
Гопке (або Гобке, Гопки, пол. Hopkie) — село в Польщі, у гміні Лащів Томашівського повіту Люблінського воєводства. Населення — 203 особи (2011).

## Історія
1749 року вперше згадується церква в селі.
За даними етнографічної експедиції 1869—1870 років під керівництвом Павла Чубинського, у селі здебільшого проживали греко-католики, усе населення розмовляло українською мовою.
27 червня 1938 року польська влада в рамках великої акції руйнування українських храмів на Холмщині і Підляшші знищила місцеву православну церкву.
За німецької окупації 1939—1944 років у селі діяла українська школа. 1944 року польські шовіністи вбили в селі 5 українців.
У 1975—1998 роках село належало до Замойського воєводства.

## Населення
Демографічна структура станом на 31 березня 2011 року:
|          | Загалом | Допрацездатний вік | Працездатний вік | Постпрацездатний вік |
| -------- | ------- | ------------------ | ---------------- | -------------------- |
| Чоловіки | 103     | 21                 | 64               | 18                   |
| Жінки    | 100     | 14                 | 53               | 33                   |
| Разом    | 203     | 35                 | 117              | 51                   |